# Eusphyra blochii
Vinghuvudhaj (Eusphyra blochii) är en hajart som först beskrevs av Cuvier 1816.  Eusphyra blochii ingår i släktet Eusphyra, och familjen hammarhajar. IUCN kategoriserar arten globalt som nära hotad. Inga underarter finns listade.
Vinghuvudhajen kan bli 1,9 meter lång och färgen är brun till grå. Namnet kommer från huvudets enorma "hammare" som kan ha en bredd lika stor som halva fiskens totala längd. Denna strukturs funktion är oklar men kan ha att göra med hajens sinnen. Det stora avståndet mellan ögonen ger hajen fantastisk binokulär syn och det extremt långa luktorganet gör troligen att hajen kan uppfatta lukter i vattnet på mycket stora avstånd.
Vinghuvudhajen lever på små fiskar, kräftdjur och bläckfiskar. Vinghuvudhajen är helt ofarlig för människor.

## Utbredning
Vinghuvudhajen finns i de tropiska delarna av Indiska Oceanen och i de västra delarna av Stilla havet, utbredningsområdet sträcker sig från Persiska viken i väst till Kina i nordost och Australien i sydost.